# Свирский бригадный район ПВО
Свирский бригадный район ПВО — воинское соединение вооружённых сил СССР во время Великой Отечественной войны.

## История
Бригадный район был сформирован в апреле 1941 года в границах: Видлица, Дубно, Черенцово, станция Селище, Череповец, озеро Паша-Ручей, Володарская. Впоследствии его границы были несколько изменены. На июнь 1941 года командующим районом был полковник  Ломинский Ф. А., начальником штаба майор  Даньшин И. М..
Во время войны прикрывал объекты по восточному, северному а впоследствии и южному берегам Ладожского озера, в том числе по рубежу реки Свирь, включая Свирскую ГЭС входил в состав Северной зоны ПВО.
В составе действующей армии с 4 июля 1941 года по 6 августа 1942 года.
Так, 13 июля 1941 года в границах района авиация противника производила разведку и пыталась сбросить бомбы на станции Новый Быт, Пуньшево. Огнём зенитной артиллерии противник не допущен к объектам.
С 10 сентября 1941 года район встал на оборону наиболее важных объектов и перевалочных баз на восточном берегу Ладожского озера
Принимал активное участие в боях, в том числе, с наземными войсками, во время проведения Тихвинской оборонительной и наступательной операций.
Так, в течение ноября 1941 года части района ПВО вели борьбу по отражению воздушных и наземных сил противника, при этом все основные объекты, охраняемые зенитной артиллерией, не подверглись разрушению. За ноябрь 1941 года артиллерией района сбито 14 и подбито 6 самолётов противника.
В декабре, в частности, прикрывает силами 447-го дивизиона перевалочные базы у деревни Вахрушево на восточном берегу Ладоги, 177-го дивизиона склады продфуража у станции Подборовье и склады ГСМ у деревни Заборье, 225-й и 434-й дивизионы ведёт оборону Жихарево и Кобоны.
Всего за 1941 год артиллерией района сбито 103 самолёта противника.
С 1 января 1942 года прикрывает открывшуюся железную дорогу на участке Тихвин - Волхов - Войбокало, станции, перевалочные пункты на дороге и войска в районах погрузки и разгрузки.
С 18 мая 1942 года осуществляет прикрытие транспортов с эвакуированными, идущие по Ладожскому озеру, прикрывает места погрузки и разгрузки в Кобоне и Новой Ладоге.
С 5 июня 1942 года начался процесс реорганизации района и 6 августа 1942 года район был объединён с Ладожским бригадным районом и на их базе создан Ладожский дивизионный район ПВО.

## Состав
на 22 июня 1941:
- Управление бригадного района ПВО (Лодейное Поле)
  - 37-й отдельный зенитный артиллерийский дивизион (Волховстрой)
  - 48-й отдельный зенитный артиллерийский дивизион (Свирьстрой)
  - 65-й отдельный зенитный артиллерийский дивизион (Пашский перевоз)
  - 55-й отдельный зенитный артиллерийский дивизион (ст.Котово)
  - 47-й отдельный батальон ВНОС (Лодейное Поле)

другие части района в ходе войны:
- 1-й отдельный зенитный артиллерийский дивизион (по-видимому с 1942 года)
- 21-й отдельный зенитный артиллерийский дивизион (в мае 1942)
- 69-й отдельный зенитный артиллерийский дивизион (с июня 1942)
- 177-й отдельный зенитный артиллерийский дивизион (до мая 1942)
- 214-й отдельный зенитный артиллерийский дивизион
- 216-й отдельный зенитный артиллерийский дивизион (сентябрь - декабрь 1941)
- 225-й отдельный зенитный артиллерийский дивизион (до марта 1942)
- 153-й отдельный зенитный артиллерийский дивизион (до марта 1942)
- 434-й отдельный зенитный артиллерийский дивизион (до марта 1942)
- 447-й отдельный зенитный артиллерийский дивизион

## Подчинение
| Дата       | Фронт (округ)                      | Армия | Примечания |
| ---------- | ---------------------------------- | ----- | ---------- |
| 22.06.1941 | Северный фронт (Северная зона ПВО) | -     | -          |
| 01.07.1941 | Северный фронт (Северная зона ПВО) | -     | -          |
| 10.07.1941 | Северный фронт (Северная зона ПВО) | -     | -          |
| 01.08.1941 | Северный фронт (Северная зона ПВО) | -     | -          |
| 01.09.1941 | Ленинградский фронт                | -     | -          |
| 01.10.1941 | Ленинградский фронт                | -     | -          |
| 01.11.1941 | Ленинградский фронт                | -     | -          |
| 01.12.1941 | Ленинградский фронт                | -     | -          |
| 01.01.1942 | Ленинградский фронт                | -     | -          |
| 01.02.1942 | Ленинградский фронт                | -     | -          |
| 01.03.1942 | Ленинградский фронт                | -     | -          |
| 01.04.1942 | Ленинградский фронт                | -     | -          |
| 01.05.1942 | Ленинградский фронт                | -     | -          |
| 01.06.1942 | Ленинградский фронт                | -     | -          |
| 01.07.1942 | Ленинградский фронт                | -     | -          |
| 01.08.1942 | Ленинградский фронт                | -     | -          |